# Канонерка (Казахстан)
Каноне́рка (каз. Қанөнер) — село у складі Бескарагайського району Абайської області Казахстану. Адміністративний центр Канонерського сільського округу.
Населення — 1298 осіб (2021; 1461 у 2009, 1651 у 1999, 2043 у 1989).
Національний склад станом на 1989 рік:
- росіяни — 100 %